# Фабрициус, Иоганн Готлиб
Иоганн Готлиб Фабрициус, Богумил Фабрициус (нем. Johann Gottlieb Fabricius; 12 февраля 1681, Шверин — 30 декабря 1741, Котбус) — германский пастор, основоположник лужицкого книгопечатания.
По национальности был поляком. Служил приходским священником в нижнелужицком местечке Карен (ныне район Котбуса). Выучив лужицкий язык, занялся переводами религиозной литературы на котбусский диалект лужицкого языка. В основанной им типографии в Карене в 1706 году издал «Малый катехизис», а в 1709 году — Новый Завет. В 1712 году, будучи священников в Пайце, получил задание от прусского короля Фридриха I основать новые школы.
C 1726 года служил суперинтендантом в Котбусе. Фабрициус оставил рукопись «Lexici Sorabici Lusatiae inferioris primae lineae», дополненную впоследствии Абрахамом Френцелем, но не изданную и им.